# Gruppo Sportivo Fascista Rovigo 1931-1932
Questa pagina raccoglie le informazioni riguardanti il Gruppo Sportivo Fascista Rovigo nelle competizioni ufficiali della stagione 1931-1932.

## Stagione
Nella stagione 1931-1932 il Rovigo ha disputato il girone A del campionato di calcio di Prima Divisione. Con 25 punti in classifica si è piazzato in settima posizione.

## Rosa
| N. |                   | Ruolo | Calciatore           |
| -- | ----------------- | ----- | -------------------- |
|    | Italia (bandiera) | A     | Luigi Adami          |
|    | Italia (bandiera) | A     | Alessandro Angelini  |
|    | Italia (bandiera) | A     | Antonio Barbuiani    |
|    | Italia (bandiera) | D     | Francesco Battaglini |
|    | Italia (bandiera) | P     | Alcide Bezzati       |
|    | Italia (bandiera) | C     | Salvatore Bindi      |
|    | Italia (bandiera) | D     | Renato Bottacini     |
|    | Italia (bandiera) | A     | Bruno Brigo          |
|    | Italia (bandiera) | C     | Bruno Cavallaro      |
|    | Italia (bandiera) | A     | Raffaele Ceciliato   |
|    | Italia (bandiera) | A     | Vasco Donadoni       |
|    | Italia (bandiera) | A     | Alfredo Fallavena    |

| N. |                   | Ruolo | Calciatore           |
| -- | ----------------- | ----- | -------------------- |
|    | Italia (bandiera) | C     | Domenico Ferri       |
|    | Italia (bandiera) | A     | Lorenzo Frascaroli   |
|    | Italia (bandiera) | A     | Giovanni Grigolato   |
|    | Italia (bandiera) | C     | Bruno Isalberti      |
|    | Italia (bandiera) | P     | Mario Massarotto     |
|    | Italia (bandiera) | D     | Romildo Mercatelli   |
|    | Italia (bandiera) | C     | Innocente Salvagnini |
|    | Italia (bandiera) | C     | Mario Scagnolari     |
|    | Italia (bandiera) | A     | Giuseppe Tullio      |
|    | Italia (bandiera) | A     | Mario Turchetti      |
|    | Italia (bandiera) | P     | Cesare Zancanaro     |
|    | Italia (bandiera) | C     | Giovanni Zen         |